# Lezhë
Lezhë (em albanês:  Lezha ou Lezhë; em italiano:  Alessio; em grego:  Λισσός) é uma cidade e município (em albanês:  bashkia) da Albânia. É a capital do distrito de Lezhë e da prefeitura de Lezhë.